# 92

92(구십이)는 91보다 크고 93보다 작은 자연수다.

## 수학
- 합성수로, 그 약수는 1, 2, 4, 23, 46, 92이다. 진약수의 합은 76이므로, 92는 부족수다.
- 8번째 오각수다. 앞의 오각수는 70, 다음 오각수는 117이다.

## 과학
- 우라늄(U)의 원자번호.
- 자연계에서 존재할 수 있는 원소의 수는 모두 92개이며 인체에는 이 92개의 원소가 모두 있다.
- NGC 92: 불사조자리 방향에 있는 나선은하.

## 교통
- 고속도로
  - 유럽 고속도로 92호선: 그리스 이구메니차에서 볼로스까지 이어지는 유럽 고속도로.
  - 아우토반 92호선(영어판, 독일어판): 독일의 고속도로.
- 국도 제92호선
  - 미국 92번 국도: 플로리다주 세인트피터즈버그에서 데이토나비치까지 이어지는 미국의 국도.
- 기타 도로
  - 현도 제92호선

## 군사
- U-92: 독일의 군용 잠수함. 제1차 세계 대전에 사용된 1917년제 모델(영어판)과 제2차 세계 대전에 사용된 1942년제 모델(영어판)이 있다.

## 문화유산
- 대한민국의 국보 제92호: 청동 은입사 포류수금문 정병
- 대한민국의 보물 제92호: 여주 하리 삼층석탑
- 대한민국의 사적 제92호: 익산 토성

## 방송
- 스카이라이프의 CMC TV 채널 번호.
- 지니 TV의 아이넷TV 채널 번호.
- B tv의 코미디TV 채널 번호.
- U+ TV의 E라이크 채널 번호.
- LG헬로비전의 하이라이트TV 채널 번호.
- B tv 케이블의 채널차이나 채널 번호.
- KT HCN의 SBS 필 UHD 채널 번호.

## 기타
- 날짜: 9월 2일
- 연도: 92년, 기원전 92년
- ‘국가’를 뜻하는 일본어 단어 ‘쿠니(くに)’의 숫자 고로아와세.